# Rajd Nadwiślański 2021
Rajd Nadwiślański 2021 – 8. edycja Rajdu Nadwiślańskiego. To rajd samochodowy, który był rozgrywany od 16 do 17 lipca 2021 roku. Bazą rajdu było miasto Puławy. Była to trzecia runda rajdowych samochodowych mistrzostw Polski w roku 2021. W sezonie 2021 był to rajd drugiej kategorii (tzw. jednoetapowy), gdzie punktacja była następująca: od 25 punktów za zwycięstwo i oddzielne punkty za odcinek Power Stage.
Rajd wygrał Mikołaj Marczyk, jadący Škodą Fabią Rally2 evo, który wyprzedził o ponad dwadzieścia sekund Tomasza Kasperczyka i o ponad trzydzieści jeden sekund Wojciecha Chuchałę. Rajdu nie ukończył, zwycięzca dwóch pierwszych odcinków specjalnych Grzegorz Grzyb, który przebił oponę, uszkodził amortyzator i po trzecim OS-ie wycofał się z rajdu.

## Lista startowa[3]
Poniższa lista spośród 55 zgłoszonych zawodników obejmuje tylko zawodników startujących w najwyższej klasie 2, samochodami grupy R5 i wybranych zawodników startujących w klasie 2.
| Nr. | Zespół                         | Kierowca             | Pilot                 | Samochód               | Klasa    |
| --- | ------------------------------ | -------------------- | --------------------- | ---------------------- | -------- |
| 1   | Orlen Team                     | Mikołaj Marczyk      | Szymon Gospodarczyk   | Škoda Fabia Rally2 evo | 2 Poland |
| 2   | Tiger Energy Drink Rallye Team | Tomasz Kasperczyk    | Damian Syty           | Volkswagen Polo GTI R5 | 2 Poland |
| 3   |                                | Grzegorz Grzyb       | Michał Poradzisz      | Škoda Fabia Rally2 evo | 2 Poland |
| 4   | BTH Import Stal Rally Team     | Łukasz Kotarba       | Tomasz Kotarba        | Citroën C3 R5          | 2 Poland |
| 6   | Hołowczyc Racing               | Adrian Chwietczuk    | Jarosław Baran        | Škoda Fabia Rally2 evo | 2 Poland |
| 7   | Marten Sport                   | Wojciech Chuchała    | Sebastian Rozwadowski | Škoda Fabia Rally2 evo | 2 Poland |
| 8   |                                | Kacper Wróblewski    | Jakub Wróbel          | Škoda Fabia Rally2 evo | 2 Poland |
| 9   | Rallytechnology                | Zbigniew Gabryś      | Krzysztof Janik       | Volkswagen Polo GTI R5 | 2 Poland |
| 10  |                                | Sylwester Płachytka  | Jacek Nowaczewski     | Škoda Fabia Rally2 evo | 2 Poland |
| 11  | ProfiAuto EvoTech Rally Team   | Jacek Jurecki        | Kamil Kozdroń         | Hyundai i20 R5         | 2 Poland |
| 12  | Hyundai Poland Racing          | Jarosław Szeja       | Marcin Szeja          | Hyundai i20 R5         | 2 Poland |
| 14  | Proudcube Kabat Team           | Łukasz Kabaciński    | Michał Kuśnierz       | Škoda Fabia Rally2 evo | 2 Poland |
| 15  |                                | Maciej Lubiak        | Grzegorz Dachowski    | Škoda Fabia Rally2 evo | 2 Poland |
| 16  | Plon Rally Team                | Jarosław Kołtun      | Ireneusz Pleskot      | Ford Fiesta Rally2     | 2 Poland |
| 17  |                                | Hubert Maj           | Magdalena Kisiel      | Ford Fiesta R5         | 2        |
| 18  |                                | Arkadiusz Lechoszest | Jacek Spentany        | Škoda Fabia S2000      | 2        |

## Zwycięzcy odcinków specjalnych[4]
| Dzień    | Numer odcinka | Nazwa odcinka       | Długość  | Zwycięzca odcinka   | Samochód               | Czas    | Lider rajdu     |
| -------- | ------------- | ------------------- | -------- | ------------------- | ---------------------- | ------- | --------------- |
| 17 lipca | OS1           | Zakrzów 1           | 11,80 km | Grzegorz Grzyb      | Škoda Fabia Rally2 evo | 6:08,8  | Grzegorz Grzyb  |
| 17 lipca | OS2           | Józefów nad Wisłą 1 | 12,50 km | Grzegorz Grzyb      | Škoda Fabia Rally2 evo | 6:39,7  | Grzegorz Grzyb  |
| 17 lipca | OS3           | Urzędów 1           | 17,21 km | Mikołaj Marczyk     | Škoda Fabia Rally2 evo | 10:23,3 | Mikołaj Marczyk |
| 17 lipca | OS4           | Wilków 1            | 18,00 km | Mikołaj Marczyk     | Škoda Fabia Rally2 evo | 11:02,3 | Mikołaj Marczyk |
| 17 lipca | OS5           | Zakrzów 2           | 11,80 km | Mikołaj Marczyk     | Škoda Fabia Rally2 evo | 6:10,6  | Mikołaj Marczyk |
| 17 lipca | OS6           | Józefów nad Wisłą 2 | 12,50 km | Sylwester Płachytka | Škoda Fabia Rally2 evo | 6:35,7  | Mikołaj Marczyk |
| 17 lipca | OS7           | Urzędów 2           | 17,21 km | Mikołaj Marczyk     | Škoda Fabia Rally2 evo | 10:18,7 | Mikołaj Marczyk |
| 17 lipca | OS8           | Wilków 2            | 18,00 km | Mikołaj Marczyk     | Škoda Fabia Rally2 evo | 10:24,0 | Mikołaj Marczyk |

### Power Stage – OS8[5]
| Miejsce | Kierowca          | Pilot                 | Samochód               | Czas/strata | Punkty |
| ------- | ----------------- | --------------------- | ---------------------- | ----------- | ------ |
| 1       | Mikołaj Marczyk   | Szymon Gospodarczyk   | Škoda Fabia Rally2 evo | 10:24,0     | 5      |
| 2       | Tomasz Kasperczyk | Damian Syty           | Volkswagen Polo GTI R5 | +1,4        | 4      |
| 3       | Wojciech Chuchała | Sebastian Rozwadowski | Škoda Fabia Rally2 evo | +2,1        | 3      |
| 4       | Kacper Wróblewski | Jakub Wróbel          | Škoda Fabia Rally2 evo | +2,8        | 2      |
| 5       | Łukasz Kotarba    | Tomasz Kotarba        | Citroën C3 Rally2      | +3,9        | 1      |

## Wyniki końcowe rajdu[6]
W klasyfikacji RSMP dodatkowe punkty przyznawane są za odcinek Power Stage.
| Miejsce | Kierowca            | Pilot                 | Samochód                | Czas      | Strata  | Grupa    | Punkty |
| ------- | ------------------- | --------------------- | ----------------------- | --------- | ------- | -------- | ------ |
| 1       | Mikołaj Marczyk     | Szymon Gospodarczyk   | Škoda Fabia Rally2 evo  | 1:07:58,1 | –       | 2        | 30+5   |
| 2       | Tomasz Kasperczyk   | Damian Syty           | Volkswagen Polo GTI R5  | 1:08:18,4 | +20,3   | 2        | 24+4   |
| 3       | Wojciech Chuchała   | Sebastian Rozwadowski | Škoda Fabia Rally2 evo  | 1:08:29,6 | +31,5   | 2        | 21+3   |
| 4       | Sylwester Płachytka | Jacek Nowaczewski     | Škoda Fabia Rally2 evo  | 1:08:34,0 | +35,9   | 2        | 19     |
| 5       | Kacper Wróblewski   | Jakub Wróbel          | Škoda Fabia Rally2 evo  | 1:08:42,5 | +44,4   | 2        | 17+2   |
| 6       | Maciej Lubiak       | Grzegorz Dachowski    | Škoda Fabia Rally2 evo  | 1:09:15,6 | +1:17,5 | 2        | 15     |
| 7       | Adrian Chwietczuk   | Jarosław Baran        | Škoda Fabia Rally2 evo  | 1:09:18,5 | +1:20,4 | 2        | 13     |
| 8       | Łukasz Kotarba      | Tomasz Kotarba        | Citroën C3 Rally2       | 1:09:22,9 | +1:24,8 | 2        | 11+1   |
| 9       | Łukasz Kabaciński   | Michał Kuśnierz       | Škoda Fabia Rally2 evo  | 1:09:53,5 | +1:55,4 | 2        | 9      |
| 10      | Łukasz Byśkiniewicz | Zbigniew Cieślar      | Ford Fiesta Rally3      | 1:12:20,0 | +4:21,9 | 3        | 7      |
| 11      | Jacek Sobczak       | Michał Marczewski     | Porsche 997 GT3 Cup 3.6 | 1:12:31,5 | +4:33,4 | Open 2WD | 5      |
| 12      | Radosław Typa       | Paweł Pochroń         | Ford Fiesta Rally3      | 1:12:58,1 | +5:00,0 | 3        | 4      |
| 13      | Jarosław Kołtun     | Ireneusz Pleskot      | Ford Fiesta Rally2      | 1:13:39,3 | +5:41,2 | 2        | 3      |
| 14      | Zbigniew Gabryś     | Krzysztof Janik       | Volkswagen Polo GTI R5  | 1:14:51,9 | +6:53,8 | 2        | 2      |
| 15      | Krzysztof Bubik     | Mateusz Martynek      | BMW M3 E46 Compact      | 1:15:07,5 | +7:09,4 | Open 2WD | 1      |

## Klasyfikacja kierowców RSMP 2021 po 3 rundach
Punkty otrzymuje 15 pierwszych zawodników, którzy ukończą rajd według klucza:
| Miejsce | 1  | 2  | 3  | 4  | 5  | 6  | 7  | 8  | 9 | 10 | 11 | 12 | 13 | 14 | 15 |
| Punkty  | 30 | 24 | 21 | 19 | 17 | 15 | 13 | 11 | 9 | 7  | 5  | 4  | 3  | 2  | 1  |

Dodatkowe punkty zawodnicy zdobywają za ostatni odcinek specjalny zwany Power Stage, punktowany: za zwycięstwo – 5, drugie miejsce – 4, trzecie – 3, czwarte – 2 i piąte – 1 punkt.
| Miejsce | 1 | 2 | 3 | 4 | 5 |
| Punkty  | 5 | 4 | 3 | 2 | 1 |

Dodatkowo w rajdach pierwszej kategorii (tzw. rajdach dwuetapowych) – wyróżnionych kursywą, pierwsza piątka w klasyfikacji generalnej każdego etapu zdobywa punkty w takim samym stosunku jak w przypadku punktacji Power Stage. W tabeli uwzględniono miejsce, które zajął zawodnik w poszczególnym rajdzie, a w indeksie górnym umieszczono liczbę punktów uzyskanych na ostatnim, dodatkowo punktowanym odcinku specjalnym tzw. Power Stage oraz dodatkowe punkty za wygranie etapów rajdu.
| Poz. | Kierowca            | Żmudzi | Polski | Nadwiślański | Rzeszowski | Śląska | Świdnicki | Koszyc | Suma punktów |
| ---- | ------------------- | ------ | ------ | ------------ | ---------- | ------ | --------- | ------ | ------------ |
| 1    | Mikołaj Marczyk     | 15     | 110    | 15           |            |        |           |        | 110          |
| 2    | Wojciech Chuchała   | 35     | 24+4   | 3            |            |        |           |        | 78           |
| 3    | Adrian Chwietczuk   | 23     | 43+6   | 7            |            |        |           |        | 68           |
| 4    | Tomasz Kasperczyk   | 5      | 52+3   | 24           |            |        |           |        | 67           |
| 5    | Kacper Wróblewski   | 4      | 211+1  | 52           |            |        |           |        | 40           |
| 6    | Sylwester Płachytka | 8      | 9      | 4            |            |        |           |        | 39           |
| 7    | Łukasz Kotarba      | 7      | 71     | 81           |            |        |           |        | 39           |
| 8    | Grzegorz Grzyb      | 152    | 35+5   | NU           |            |        |           |        | 36           |
| 9    | Zbigniew Gabryś     | 9      | 8      | 14           |            |        |           |        | 22           |
| 10   | Maciej Lubiak       | 11     | NU     | 6            |            |        |           |        | 20           |
| 11   | Jacek Jurecki       | 64     |        | 37           |            |        |           |        | 17           |
| 12   | Łukasz Kabaciński   | 10     | NU     | 9            |            |        |           |        | 16           |
| 13   | Jarosław Szeja      | NU     | 6      | NU           |            |        |           |        | 15           |
| 14   | Łukasz Byśkiniewicz | 16     | 11     | 10           |            |        |           |        | 12           |
| 15   | Radosław Typa       | 22     | 10     | 12           |            |        |           |        | 11           |
| 16   | Jacek Sobczak       |        |        | 11           |            |        |           |        | 5            |
| 17   | Jakub Brzeziński    | 17     | 12     | 17           |            |        |           |        | 4            |
| 18   | Marek Nowak         | 12     | 28     |              |            |        |           |        | 4            |
| 19   | Krzysztof Bubik     | 13     | 16     | 15           |            |        |           |        | 4            |
| 20   | Kamil Bolek         | 24     | 13     | 24           |            |        |           |        | 3            |
| 21   | Jarosław Kołtun     | NU     | NU     | 13           |            |        |           |        | 3            |
| 20   | Igor Widłak         | NU     | 14     |              |            |        |           |        | 2            |
| 21   | Daniel Chwist       | 14     |        |              |            |        |           |        | 2            |
| 22   | Adam Sroka          | 18     | 15     | NU           |            |        |           |        | 1            |
| Poz. | Kierowca            | Żmudzi | Polski | Nadwiślański | Rzeszowski | Śląska | Świdnicki | Koszyc | Suma punktów |